# Charles Chaplin, Jr.
Charles Spencer Chaplin III (Beverly Hills, 5 de maio de 1925 – Hollywood, 20 de março de 1968) foi um ator americano, um dos filhos de Charlie Chaplin com Lita Grey.
Atuou em 13 filmes, tendo aparecido com seu pai em Limelight (br/pt: Luzes da Ribalta). Em 1960 escreveu um livro sobre sua vida familiar, intitulado Meu Pai, Charlie Chaplin.

## Filmografia selecionada
- Limelight (1952) como palhaço (sem créditos)
- Columbus Discovers Kraehwinkel (1954)
- High School Confidential (1958)
- Girls Town (1959)[4]